# هارب باراغواياني
الهارب الباراغواياني Paraguayan harp هو الآلة الموسيقية الوطنية لباراغواي، وهو نتاج تزاوج الثقافتين الموسيقية الأوروبية والغوارانية. وهو مشتق من الهارب الزاوي الكلاسيكي، الذي دخل مع دخول الاستعمار الإسباني في بعثات الغواراني اليسوعية.
وهو عبارة عن هارب دياتوني مكون من 32 أو 36 أو 38 أو 40 أو 42 أو 46 وترًا، مصنوع من الخشب الاستوائي والصنوبر والأرز، وله قوس عنق مستدير، ويعزف عله بظفر الإصبع. وهو يرافق الأغاني التقليدية باللغة الغوارانية. ويبلغ طوله 4.5-5 أقدام ويزن 8-10 أرطال.